# Коллиер, Ричард
Ричард Бернанд Коллиер (англ. Richard Bernard Collier, 23 октября 1981, Шривпорт) — профессиональный американский футболист. Выступал на позиции тэкла нападения за команду НФЛ «Джэксонвилл Джагуарс».

## Биография
Коллиер родился и вырос в Шривпорте в Луизиане. В 2001 году он окончил старшую школу Нортвуд, но из-за плохих оценок не смог поступить ни в один из колледжей. Два года Ричард жил с матерью и работал в магазине Wal-Mart. В 2003 году он смог поступить в начальный колледж в Тайлере в Техасе. За год Коллиер добился прогресса в учёбе и набрал спортивную форму. В 2004 году он перевёлся в Государственный университет в Валдосте в Джорджии. В составе студенческой команды Ричард стал победителем чемпионата II дивизиона NCAA. В 2005 году его включили в символическую сборную чемпионата.
В 2006 году Ричард выставил свою кандидатуру на драфт НФЛ, но внимания скаутов не привлёк. Единственным клубом, пригласившим Коллиера на просмотр, стал «Джэксонвилл Джагуарс». После серии тренировок с ним подписали контракт. В дебютном сезоне он сыграл за клуб в четырёх матчах. Столько же игр Ричард сыграл и в чемпионате 2007 года. В ноябре 2007 года Коллиер был найден сотрудниками полиции спящим за рулём автомобиля. Уровень алкоголя в его крови составлял 0,96 ‰ при разрешённых 0,8 ‰. Ричард получил двухматчевую дисквалификацию и был оштрафован главным тренером команды Джеком Дель Рио. Несмотря на арест, весной 2008 года руководство «Джагуарс» продлило с ним контракт.. 
2 сентября 2008 года около трёх часов ночи автомобиль Cadillac Escalade, в котором находились Ричард и его бывший партнёр по команде Кенни Петуэй, был обстрелян возле ночного клуба в Джэксонвилле. Коллиер в критическом состоянии с множественными ранениями был доставлен в медицинский центр. Петуэй при нападении ранен не был. Позднее выяснилось, что в него попало четырнадцать пуль. Одна из пуль задела спинной мозг, из-за чего у Коллиера осталась парализованной нижняя часть тела. Также врачам пришлось ампутировать его левую ногу. В 2009 году стрелявший в Ричарда Тайрон Хартсфилд был приговорён к двадцати пяти годам заключения. По заявлениям полиции, поводом к стрельбе стала ссора между Коллиером и Хартсфилдом, произошедшая за несколько месяцев до этого.
В 2010 году Ричард женился на Чандре Бейкер. Оказавшись в инвалидном кресле, он продолжил регулярно заниматься спортом, принимал участие в турнирах по баскетболу на колясках. Коллиер основал свой фонд The Spirit Strong, занимающийся реабилитацией и работой с инвалидами. В 2010 году он также снялся в документальном фильме Фрэнка Гудина The 904, рассказывающего о проблеме большого числа убийств в Джэксонвилле и попытках властей бороться с этим.